# Полтавський український театр «Жовтень»
Полтавський український театр «Жовтень» — драматичний театр, заснований у Полтаві з групи акторів Полтавського драматичного товариства і театру «Рух», що діяв 1924—1925 років.

## Загальні відомості
Полтавський театр «Жовтень» був створений 1924 року. До трупи театри увійшли колишні актори театру «Рух» і Полтавського драматичного товариства (переважно співочий склад). В репертуарі театру — вистави за творами Т. Г. Шевченка, Ж. Б. Мольєра, О. Ремізова та ін.
Театр відкрився 16 вересня 1924 р. виставою «Любовна досада» Мольєра.
Не маючи додаткових джерел фінансування, крім зборів від квитків у касі театру, театр через фінансові обмеження проіснував лише до 1925 року.

## Актори
- Недоля І. І. (Мовмига)[1]
- Ванченко П. З.
- Василенко О.
- Дубров М.
- Нікітченко Є.
- Олексієнко М. О.